# Flavius Maximianus (Eques)
Flavius Maximianus (sein Praenomen ist nicht bekannt) war ein im 2. Jahrhundert n. Chr. lebender Angehöriger des römischen Ritterstandes (Eques).
Durch ein Militärdiplom, das auf den 5. September 160 datiert ist, ist belegt, dass Maximianus 160 Kommandeur der Cohors II Lucensium war, die zu diesem Zeitpunkt in der Provinz Thracia stationiert war. Sonst ist über ihn nichts bekannt. Seinem Namen lässt sich entnehmen, dass seine Familie das römische Bürgerrecht seit der Zeit der Flavier erhalten hatte.